# Vídeňské Nové Město
Vídeňské Nové Město (německy  Wiener Neustadt, maďarsky Bécsújhely, chorvatsky Bečko Novo Mjesto) je statutární a okresní město v Dolním Rakousku, přibližně 50 km jižně od Vídně. Žije zde přibližně 44 tisíc obyvatel.
Bylo založeno roku 1194 vévodou Leopoldem V. Babenberským, jako pevnost Neustadt (Nova Civitas) mající zejména čelit nájezdům Maďarů na střední Evropu. Postupem doby se stalo i opěrným bodem habsburské monarchie proti turecké expanzi.
V průběhu 17. století sice ztrácelo město na přímém významu vojenském, ale v roce 1751 se stalo sídlem Tereziánské vojenské akademie, která je zde, s výjimkou let 1919–1934 a 1955–1958, kdy byla umístěna v Enži, a období 1938–1955 kdy neexistovala, umístěna dodnes.

## Průmyslová historie města
Proměna v průmyslové město začala s otevřením Jižní dráhy z Vídně do Vídeňského Nového Města v červnu 1841. V následujícím roce tu byla založena Güntherova lokomotivka, pozdější Wiener Neustädter Lokomotivfabrik. Kromě dalších továren,tu firma Austro-Daimler (dceřiná společnost německých Daimlerových závodů) roku 1899 založila v bývalé strojírně budoucí velkou továrnu na vozidla. Industrializace způsobila silný příliv pracovních sil, takže se Vídeňské Nové Město v šedesátých letech 19. století stalo druhým největším městem Dolního Rakouska (po Vídni). 
Během první světové války bylo město centrem zbrojního průmyslu. Důsledky porážky rakousko-uherské monarchie v první světové válce vedly ke ztrátě trhů a k úpadku řady firem. Na Vídeňské Nové Město dolehly zvláště silně. O zbytek se postarala světová hospodářská krize po roce 1929.
Po anšlusu Rakouska k Německé říši v roce 1938 byl Vídeňském Novém Městě soustředěn průmysl důležitý pro válečné úsilí. Již v roce 1940 vyráběla společnost Wiener Neustädter Flugzeugwerke čtvrtinu celkové produkce stíhacích letounů Messerschmitt 109. V Raxwerke v areálu bývalé lokomotivky Wiener Neustadt byly vyráběny dělové hlavně a krátce v roce 1943 se tu montovaly i rakety A4.
Kvůli koncentraci zbrojovek, ale také proto, že Vídeňské Nové Město bylo důležitým železničním uzlem, bylo město za druhé světové války téměř úplně zničeno asi 50 000 bombami. Z 3000 budov zůstalo pouze 18 nepoškozeno. Během 29 leteckých úderů bylo zabito asi 1 400 lidí, včetně 600 civilistů. Nad městem zahynulo téměř 400 amerických a 90 německých pilotů.  Město tak patřilo k nejvíce postiženým v Německé říši.
Důležitým průmyslovým a hospodářským centrem a dopravním uzlem je Vídeňské Nové Město i v poválečném Rakousku. Je centrem tzv. Industrieviertel, průmyslového regionu Rakouska na jih od Vídně.

## Vzdělání
Ve městě se nachází Tereziánská vojenská akademie a FH Wiener Neustadt.

## Osobnosti
- Fridrich II. Bojovný (1210–1246), vévoda rakouský a štýrský
- Maxmilián I. Habsburský (1459–1519), rakouský arcivévoda,římský císař, syn císaře Fridricha III. a Eleonory Portugalské
- Maxmilián III. Habsburský (1558–1618), velmistr Řádu německých rytířů, syn císaře Maxmiliána II. a španělské infantky Marie
- Georg Sigl (1811–1887), rakouský strojní inženýr a podnikatel, v letech 1861–1873 nájemce a majitel lokomotivky Sigl - Wiener Neustadt, od r. 1870  čestný občan města
- Michael Haneke (* 1942), rakouský filmový a divadelní režisér a filozof
- Werner Schlager (* 1972), rakouský stolní tenista
- Na Tereziánské vojenské akademii v 19. století vyučovali mimo jiné Matěj Milota Zdirad Polák (1788–1856), Tomáš Burian (1802–1874; v 60. letech zasedal i v městské radě), Moric Fialka (1809–1869), Ferdinand Čenský (1829–1887) a Emanuel Salomon Friedberg-Mírohorský (1829–1908).
- Dominic Thiem (* 1993), rakouský tenista
- Dennis Novak (* 1993), rakouský tenista

## Partnerská města
- Desenzano del Garda, Itálie, 2002 [2]
- Charbin, Čína, 2006
- Monheim am Rhein, Německo, 1971

#### Spolupráce z dalšími městy
- Šoproň, Maďarsko
- Ning-po, Čína

## Fotogalerie

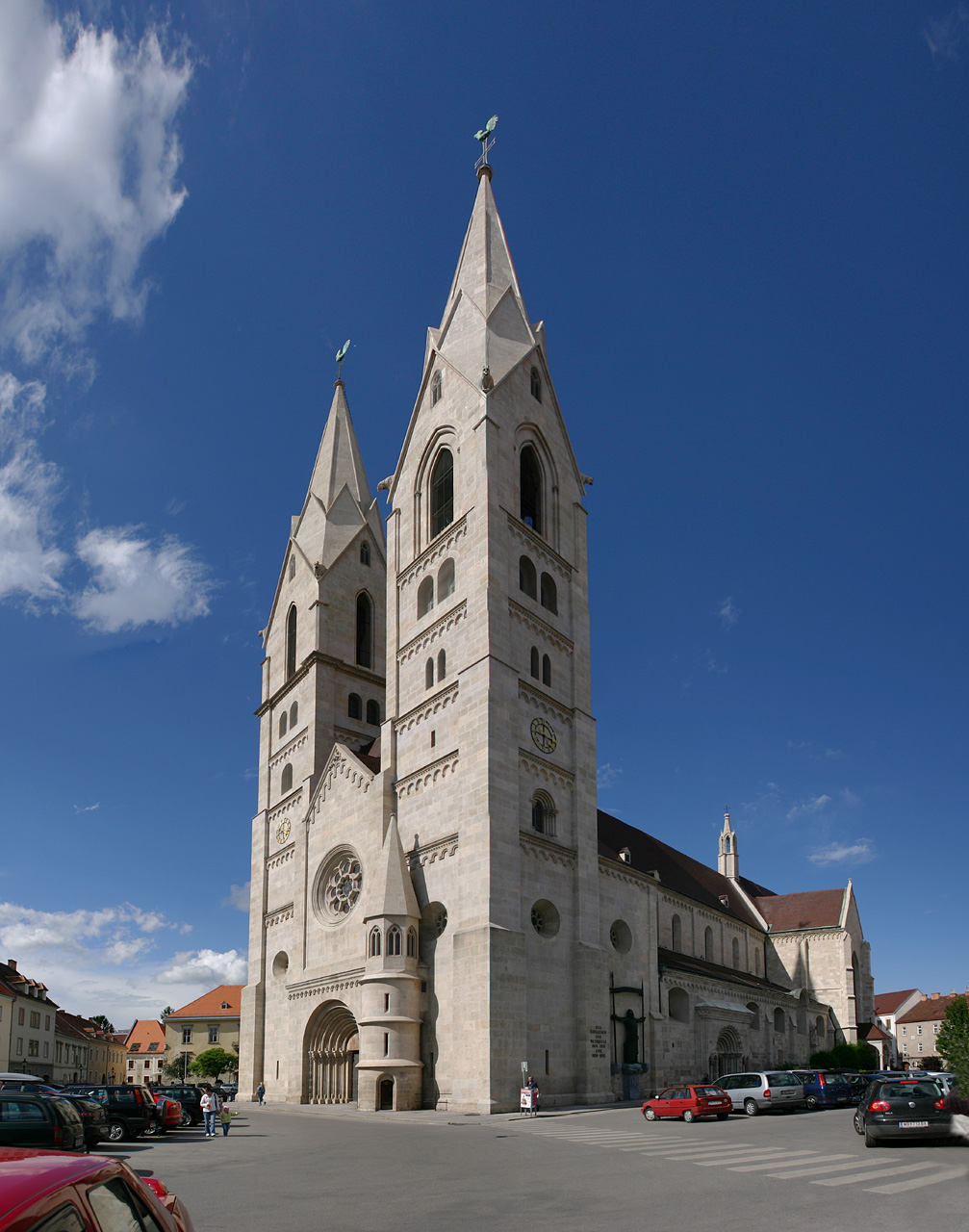
Katedrála
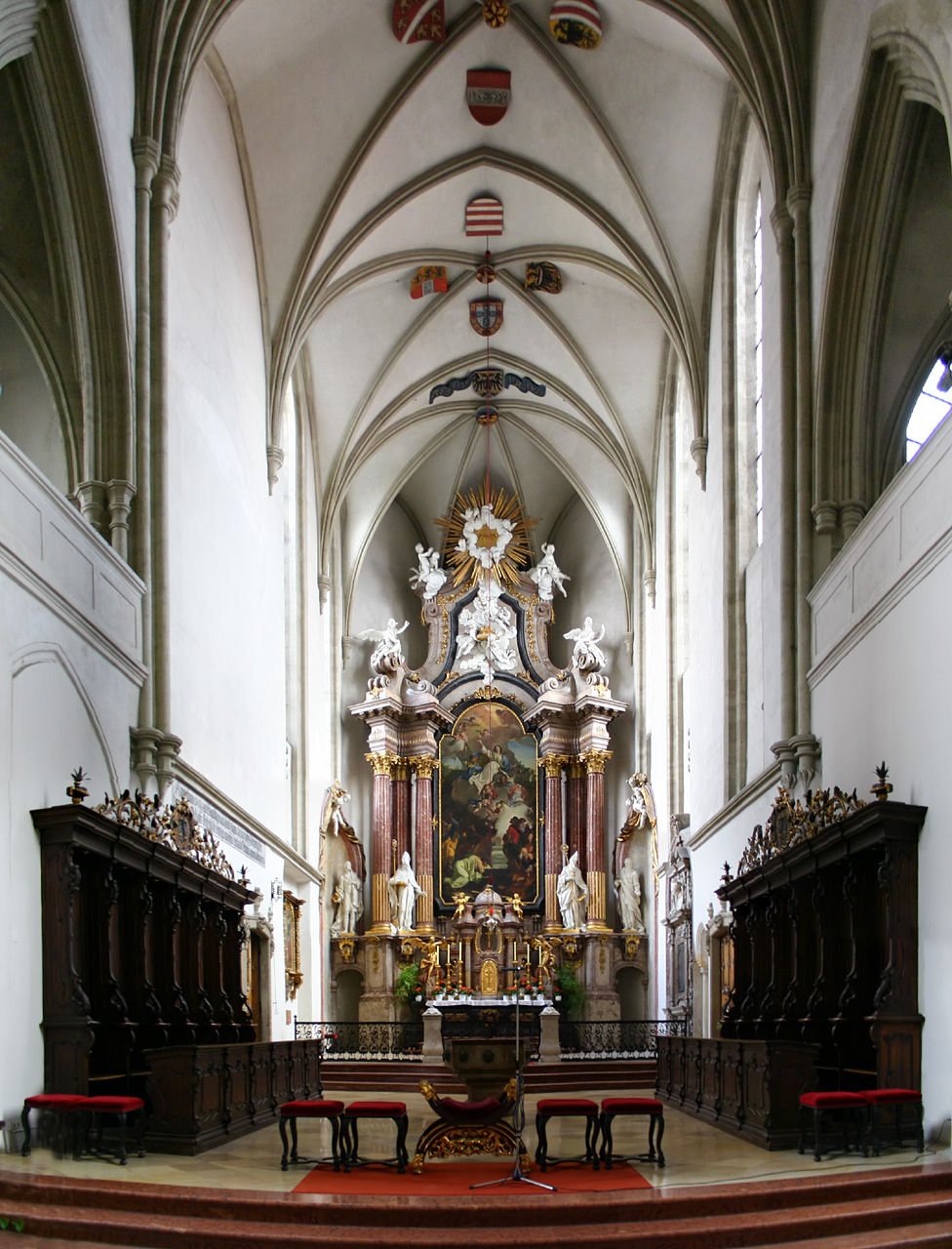
Interiér katedrály
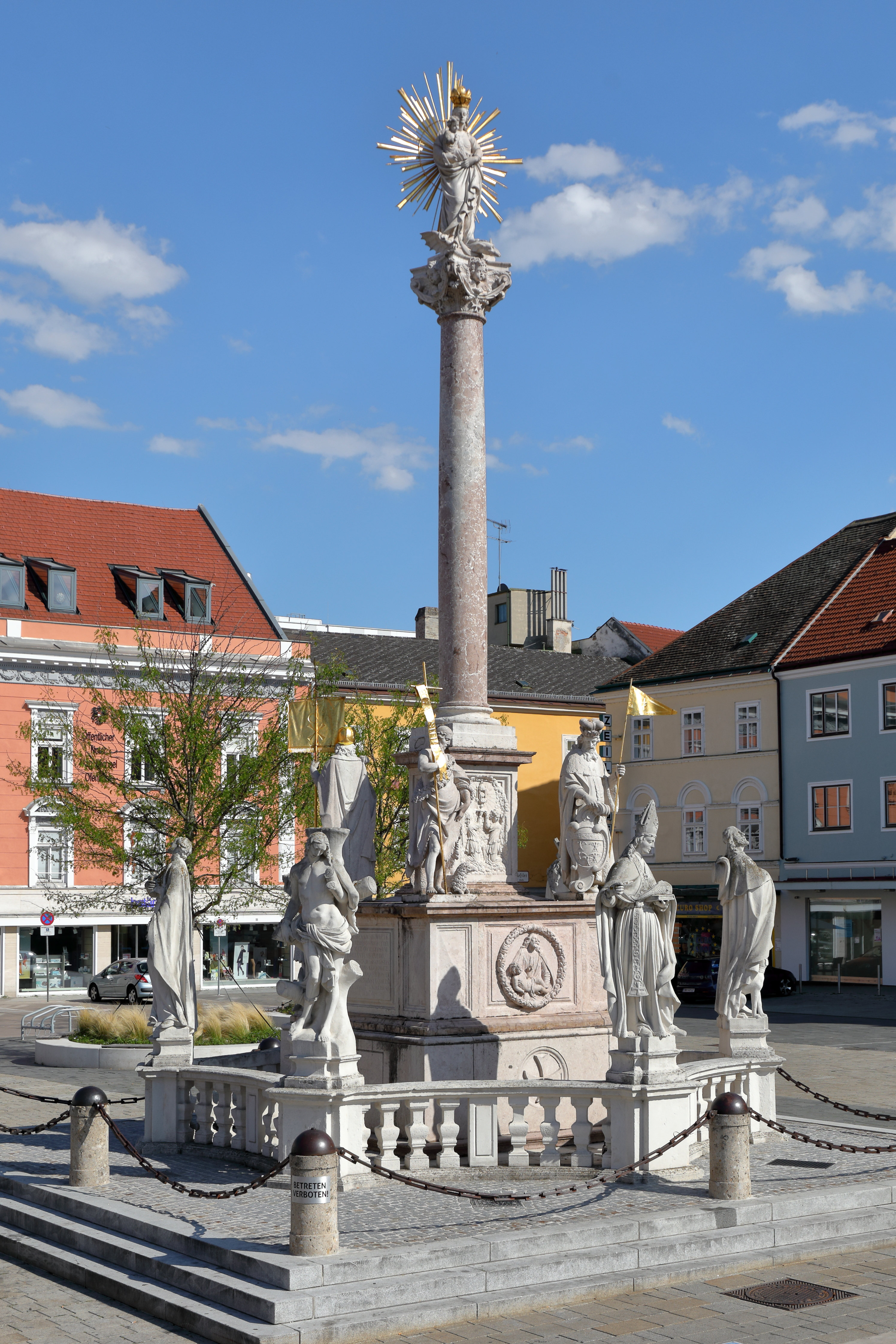
Mariánský sloup
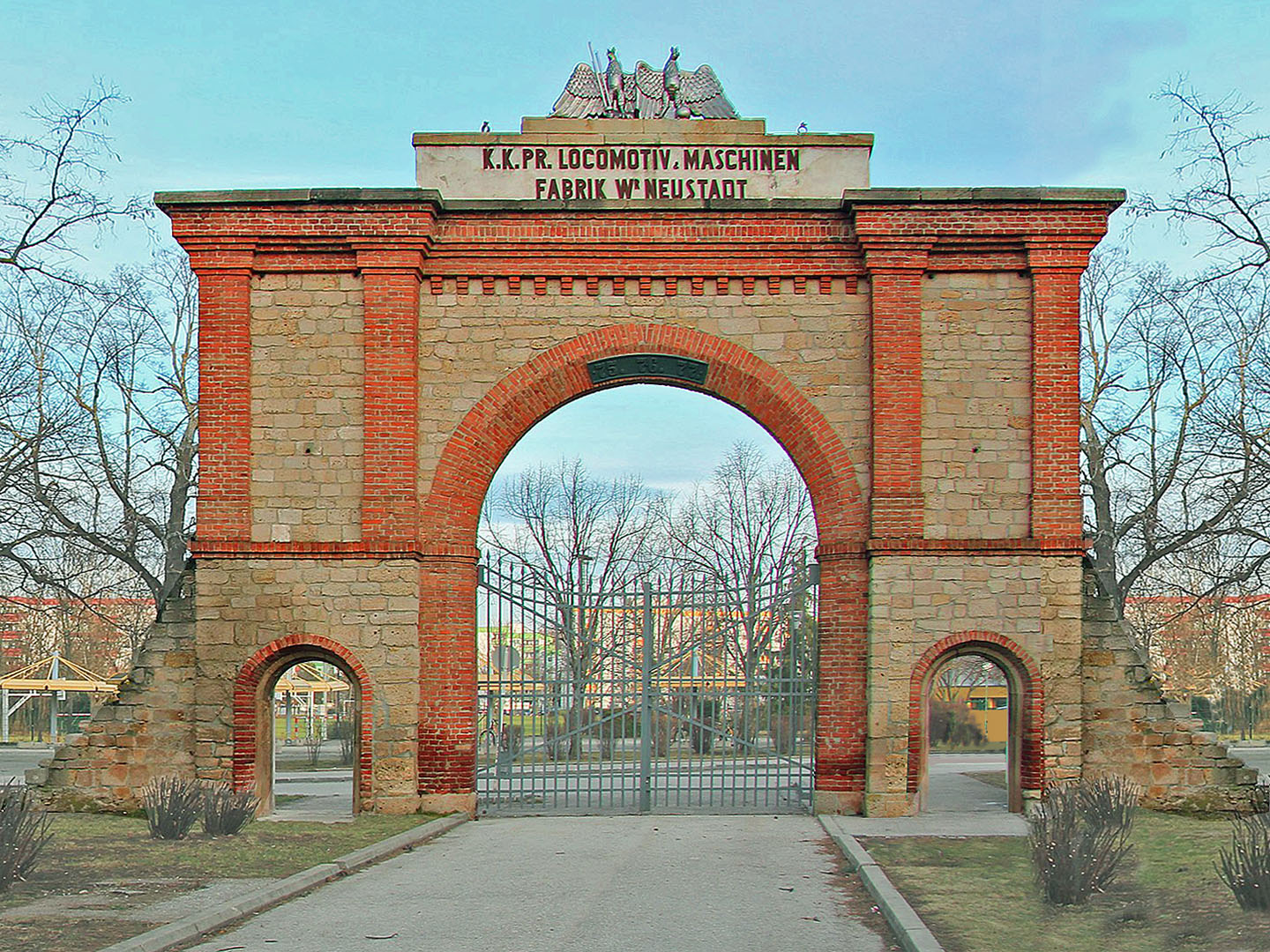
Brána někdejší lokomotivky Wiener Neustadt